# Симаченки
Симаче́нки (рос. Симаченки) — починок в Кезькому районі Удмуртії, Росія.
Населення — 5 осіб (2010; 8 в 2002).
Національний склад станом на 2002 рік:
- росіяни — 100 %

Урбаноніми:
- вулиці — Зарічна